# Franco Lavoratori
Franco Lavoratori, né le 15 mars 1941 à Recco et mort le 3 mai 2006 à Gênes, est un joueur de water-polo italien. 

## Carrière
Avec l'équipe d'Italie de water-polo masculin, Franco Lavoratori est sacré champion olympique aux Jeux d'été de 1960 à Rome. 
Avec le club de Pro Recco, il remporte quatorze titres de champion d'Italie (1959, 1960, 1961, 1962, 1964, 1965, 1966, 1967, 1968, 1969, 1970, 1971, 1972 et 1974), une coupe d'Italie en 1974 et une Coupe d'Europe des clubs champions en 1965. 